# Wunda

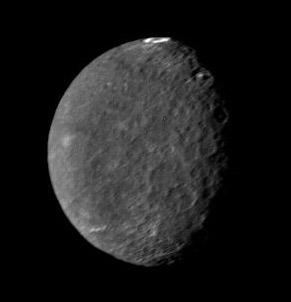
Wunda je světlý útvar v horní části snímku měsíce Umbriel

Wunda je nejvýraznější útvar na povrchu Uranova měsíce Umbrielu. Jedná se o kruhovitou oblast o průměru 131 km, nacházející se poblíž Umbrielova rovníku. Je vyplněna velmi světlým materiálem, kolem je tmavý val a v jejím středu tmavý vrchol.
Pravděpodobně se jedná o určitý druh impaktního kráteru. Zatím však nebylo zjištěno, jak je možné, že se na celkově velmi temném povrchu měsíce může vyskytovat takto světlý útvar s vysokým albedem. Kráter Wunda vyfotografovala sonda Voyager 2 při svém průletu kolem Uranu v roce 1986. 
Název kráteru byl odvozen od jména mytologického temného ducha původních domorodých obyvatel Austrálie.